# Craig Johnston
Craig Peter Johnston (Joanesburgo, 25 de junho de 1960) é um ex-jogador profissional de futebol australiano. Ele jogou como meio-campista na Liga de Futebol Inglês entre 1977 e 1988, ganhando cinco títulos da liga e uma Copa da Inglaterra (marcando na final de 1986) com o Liverpool. Apelidado de "skippy", Johnston era um favorito da torcida em Anfield, fazendo 271 partidas pelo Liverpool e marcando 40 gols. Ele era um membro-chave da equipe vencedora "dupla" de 1986. Ele também co-escreveu a canção final do time de 1988 "Anfield Rap".
Depois de se aposentar, ele projetou e criou o protótipo para a bota de futebol americano Predator da Adidas, usado por muitos jogadores de futebol e jogadores de rugby. Ele era elegível para as seleções australianas e sul-africanas, mas só apareceu para a seleção sub-21 da Inglaterra.

## Infância
Johnston nasceu em Johannesburgo, na África do Sul, filho de pais australianos; ele voltou para casa na Austrália com sua família quando criança. Na idade de seis anos, Johnston contraiu osteomielite e chegou perto de perder a perna e teria feito se não fosse pela experiência de um especialista americano que estava excursionando e lecionando na Austrália na época.
Incentivado por seu pai, que havia testado em Preston North End e Dundee United, Johnston começou a jogar futebol com o Lake Macquarie City FC em Newcastle, New South Wales. Com 14 anos de idade, ele escreveu para quatro clubes ingleses, entre os que o Manchester United e o Chelsea buscam um julgamento. Middlesbrough, gerido por Jack Charlton, respondeu e os pais de Johnston venderam a sua casa para financiar o seu bilhete para a Inglaterra. Aos 15 anos, Johnston permaneceu no Middlesbrough por seis meses, retornando à Austrália para jogar brevemente no Sydney City, antes de voltar para o Middlesbrough. Sua mãe queria que ele fosse professor, enquanto seu pai queria que ele fosse um jogador de futebol.

## Carreira na Inglaterra
Johnston fez sua primeira estreia pelo Middlesbrough, aos 17 anos, em um jogo da FA Cup contra o Everton. Sua estreia na liga aconteceu em 4 de fevereiro de 1978, em uma vitória por 2 a 1 sobre o Birmingham City, em St Andrews, e ele marcou seu primeiro gol mais tarde naquela temporada, em uma derrota por 2 a 1 para o West Ham United. Johnston marcou 16 gols em 64 jogos pelo Middlesbrough antes de se mudar para o Liverpool em 1981 por £ 650.000.
Johnston fez sua estreia no Liverpool em agosto de 1981, substituindo Ray Kennedy na derrota por 1 a 0 para o Wolverhampton Wanderers no Molineux. A primeira largada de Johnston veio no confronto da Copa Intercontinental contra o time brasileiro do Flamengo.
Johnston marcou seu primeiro gol pelo Liverpool em 8 de dezembro de 1981 contra o Arsenal em Anfield, durante uma reprise da quarta rodada da Copa da Liga. Johnston abriu o placar no quinto minuto do tempo extra em uma vitória por 3-0. Johnston, conhecido como Skippy, era um favorito da torcida em Anfield durante seu longo período no clube. Ele trabalhou sob três gerentes - Bob Paisley, Joe Fagan e Kenny Dalglish - e, quando escolhido, jogou predominantemente no lado direito do meio-campo. Ele fez um total de 271 aparições para o clube e marcou 40 gols.
Johnston fez parte das equipes vencedoras do campeonato da liga de 1982 e 1983 e ganhou uma medalha do vencedor da Copa da Liga em 1983. Em 1984, Johnston fazia parte do time que ganhou um triplo de campeonato da Liga, Taça da Liga e Taça da Europa. Dois anos depois, ele era parte integrante do lado que ganhou apenas o terceiro campeonato da Liga e da FA Cup "double" do século 20. Na final da FA Cup de 1986 em Wembley, Johnston marcou o segundo gol do Liverpool na vitória por 3 a 1 sobre o Everton.
Em 1988, ele foi um substituto freqüente e ocasional como o Liverpool novamente ganhou o título da Liga e chegou à final da FA Cup, com o objetivo de completar um segundo "double". Johnston escreveu a tradicional canção final do clube chamada "Anfield Rap", que combinava as letras pró-Liverpool com as tendências de rap e house da época, com outros jogadores do Liverpool contribuindo.
Seus últimos dois gols pelos "reds" vieram no penúltimo jogo da temporada, uma vitória por 5 a 1 sobre o Sheffield Wednesday. Por esta altura, o Liverpool empatou o 17º título da liga da sua história.

## Carreira internacional
Johnston foi abordado por Jock Stein no início dos anos 80 com a intenção de jogar pela Escócia, já que ele era elegível através de seu pai. Johnston recusou a oferta de Stein e também resistiu aos pedidos de jogar pelo seu país Austrália em 1981 e 1984. Em vez disso, ele escolheu representar a Inglaterra em sub-21 e nível de equipe 'B'. No início de sua carreira na Inglaterra, ele descrevera jogar futebol na Austrália como "como surfar para a Inglaterra". Johnston também era elegível para representar o lado sul-africano devido a ter nascido lá, mas nunca foi abordado ou oferecido pela sul-africana. federação para jogar por eles.
Johnston foi convocado para toda a seleção inglesa em novembro de 1987, mas não apareceu neste nível.

## Aposentadoria
Depois de 271 aparições e 40 gols e poucos dias antes da final da Copa da Inglaterra de 1988, em Wembley, contra o Wimbledon, Johnston provocou a ira de seu empresário quando anunciou sua aposentadoria prematura do Liverpool. Kenny Dalglish ficou lívido, mas depois cedeu e deu sua bênção a Johnston quando descobriu o motivo da decisão do jogador.
No começo daquele ano, a irmã de Johnston adoeceu gravemente e foi internada em um hospital no Marrocos. No final da temporada, estava claro que ela precisava de atenção 24 horas por dia na Austrália e Johnston queria prestar esse cuidado. Ele veio para a sua 271ª aparição como substituto de John Aldridge na final (que tinha acabado de ver o seu penalty ser defendido com o Liverpool em baixo), mas acabou no lado perdedor. Ele nunca mais usou uma camisa do Liverpool.
Quando o desastre de Hillsborough ocorreu em 1989, um ano após a partida de Johnston, ele levantou fundos na Austrália e também voou de volta para a Inglaterra para participar de funerais e cerimônias fúnebres. Mais tarde, ele dedicou sua autobiografia, intitulada Walk Alone, às vítimas dos desastres de Heysel e Hillsborough.
Em 1991, quando Graeme Souness era o técnico do Liverpool F.C., ele perguntou a Johnston se ele gostaria de treinar com a equipe com a intenção de jogar novamente. Liverpool F.C. ainda detinha o registro de Johnston como jogador. Não deu certo e Johnston seguiu em frente. No entanto, Johnston possui um amor eterno por Liverpool e seus fãs. [Carece de fontes?] Após sua aposentadoria, ele estava constantemente sendo ligado a clubes de todo. Johnston sempre respondeu a essa especulação afirmando que ele nunca poderia jogar por ninguém além de Liverpool.

## Carreira de negócios
Depois de se aposentar do futebol, Johnston obteve sucesso como empresário e inovador, projetando e criando o protótipo para a chuteira Predator da Adidas, usado por muitos dos melhores jogadores de futebol e rúgbi do mundo, incluindo Zinedine Zidane, David Beckham e Steven Gerrard. Xavi, Jonny Wilkinson e Ronan O'Gara. Mais tarde, ele criou outra bota inovadora chamada The Pig ou, para dar-lhes o título completo, o Patent Interactive Grip Grip pode vir como uma 'pele' que pode ser colocada sobre o dedo de uma bota existente. Obtendo a primeira bota do chão levou Johnston 5 anos e foi inicialmente recusado pela Adidas, bem como a Nike e Reebok. No entanto, Johnston filmou Franz Beckenbauer usando as chuteiras na Alemanha em condições de neve, e sua maior aderência levou a Adidas a concordar com a proposta.
Johnston também inventou a sola Traxion para botas de futebol e o programa de software 'Butler', um dispositivo que mostra o que foi removido dos minibares nos quartos de hotel. Johnston também é o criador de um jogo chamado 'The Main Event'. Johnston investiu pesado em uma ideia de escola de futebol para crianças do centro da cidade, mas não conseguiu o apoio esperado dos negócios e faliu. Ele foi temporariamente desalojado como resultado.
Johnston, desde então, forjou uma nova carreira como fotógrafo.
Johnston foi muito crítico sobre os projetos modernos de chuteiras, afirmando que eles são os culpados pela recente onda de lesões metatarsais. Ele acreditava que os tacões nas solas das botas não se soltam com rapidez suficiente, o que significa que eles ficam presos no chão, exercendo uma pressão extra sobre os joelhos, tornozelos e metatarsos já estressados dos jogadores. Ele também achava que o problema pode ser resolvido projetando um parafuso prisioneiro menor que não se prenda ao solo.

## Outras atividades
Embora ele viaje pelo mundo com seus interesses comerciais, Johnston permanece na Austrália. Ele foi reconhecido em casa por suas conquistas na Inglaterra. Em 18 de junho de 2006, Johnston fez uma aparição como convidado no Footy Show World Cup Spectacular na Alemanha, revelando informações sobre sua carreira.
Durante a enquete de 2006 de 100 Jogadores que Shook The Kop compilada pelo site oficial do Liverpool FC, mais de 110.000 fãs do clube em todo o mundo votaram em seus 100 melhores jogadores de todos os tempos, com Johnston chegando a um respeitável 59.º.
Durante a Copa do Mundo da FIFA de 2010, Johnston escreveu uma carta de 12 páginas ao presidente da Fifa, Joseph Blatter, na qual coletou críticas de jogadores e treinadores do controverso baile Jabulani produzido pela Adidas, arriscando sua reputação e esperando ficar na lista negra. o corpo de governo conservador como resultado desta carta.

## Honras
- Football League First Division (5): 1981–82, 1982–83, 1983–84, 1985–86, 1987–88
- FA Cup (1): 1985–86
- League Cup (2): 1982–83, 1983–84
- FA Charity Shield (1): 1986
- European Cup (1): 1983–84